# Trinidad és Tobago a 2022. évi téli olimpiai játékokon
Trinidad és Tobago a kínai Pekingben megrendezett 2022. évi téli olimpiai játékok egyik részt vevő nemzete volt. Az országot az olimpián 1 sportágban 3 sportoló képviselte, akik érmet nem szereztek. Trinidad and Tobago 2002 után szerepelt újra a téli olimpiai játékokon.

## Bob
Férfi
| Versenyző                                                      | Versenyszám | 1. futam | 1. futam | 2. futam | 2. futam | 3. futam | 3. futam | 4. futam | 4. futam | Összesítés | Összesítés |
| Versenyző                                                      | Versenyszám | Idő      | Hely.    | Idő      | Hely.    | Idő      | Hely.    | Idő      | Hely.    | Idő        | Helyezés   |
| -------------------------------------------------------------- | ----------- | -------- | -------- | -------- | -------- | -------- | -------- | -------- | -------- | ---------- | ---------- |
| Axel Brown* Andre Marcano (1–2. futam) Shakeel John (3. futam) | Kettes      | 1:00,81  | 28.      | 1:00,89  | 27.      | 1:00,86  | 28.      | kiesett  | kiesett  | 3:02,56    | 28.        |

* – a bob vezetője